# دومینیکا گرابوفسکا
دومینیکا گرابوفسکا (انگلیسی: Dominika Grabowska؛ زادهٔ ۲۶ دسامبر ۱۹۹۸) بازیکن فوتبال اهل لهستان است.
وی همچنین در تیم‌های ملی فوتبال Poland women's national under-17 football team, Poland women's national under-19 football team، و زنان لهستان بازی کرده‌است.